# Bovansko Jezero
Der Bovansko Jezero ist ein künstlicher Stausee, der auch als Badesee benutzt wird, im Bezirk Vrsac, der zwischen den Städten Bela Crkva und Sokobanja in Serbien liegt. Der See hat eine Länge von 8 km und eine Breite von 500 m. Die tiefste Stelle ist 50 m tief. Der See liegt 20 km von Aleksinac und 10 km von Sokobanja entfernt an der Regionalstraße von Aleksinac über Sokobanja nach Knjaževac. Am Ufer des Sees liegen die Dörfer Vrbovac und Trubarevac, sowie der Weiler Bovan.
1978 wurde im damaligen Jugoslawien der See angelegt, um die Morava zu regulieren, sowie anzustauen und die Stauseen Đerdap I und Đerdap II zu entlasten. Das zusätzliche Wasser dient der Wasserversorgung der Städte Aleksinac (wo sich ein Wassersammlungswerk befindet), Sokobanja und Knjaževac, auch bekannt als Region Banja. Zudem bewahrt der See viele Gebirgsbäche vor dem Austrocknen im Sommer, jedoch wird er auch von der Sokobanjska Moravica gespeist.
Zudem ist er auch eine lokale und regionale Touristenattraktion. Am See gibt es viele Strände. Der See wird jährlich von tausenden Badegästen, Anglern, Wanderern und Campern besucht. Im See gibt es verschiedene Fische, z. B. Karpfen, Zander und Welse, zudem nisten verschiedene Vogelarten am See. Auf dem See kann man Tretboot fahren. In letzter Zeit finden auf dem See Segelregatten statt, vor allem im Frühjahr und Herbst.

## Galerie

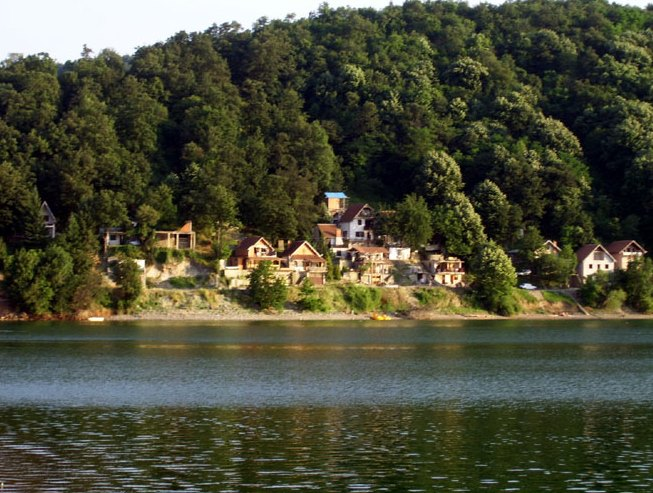
Ferienhäuser am See
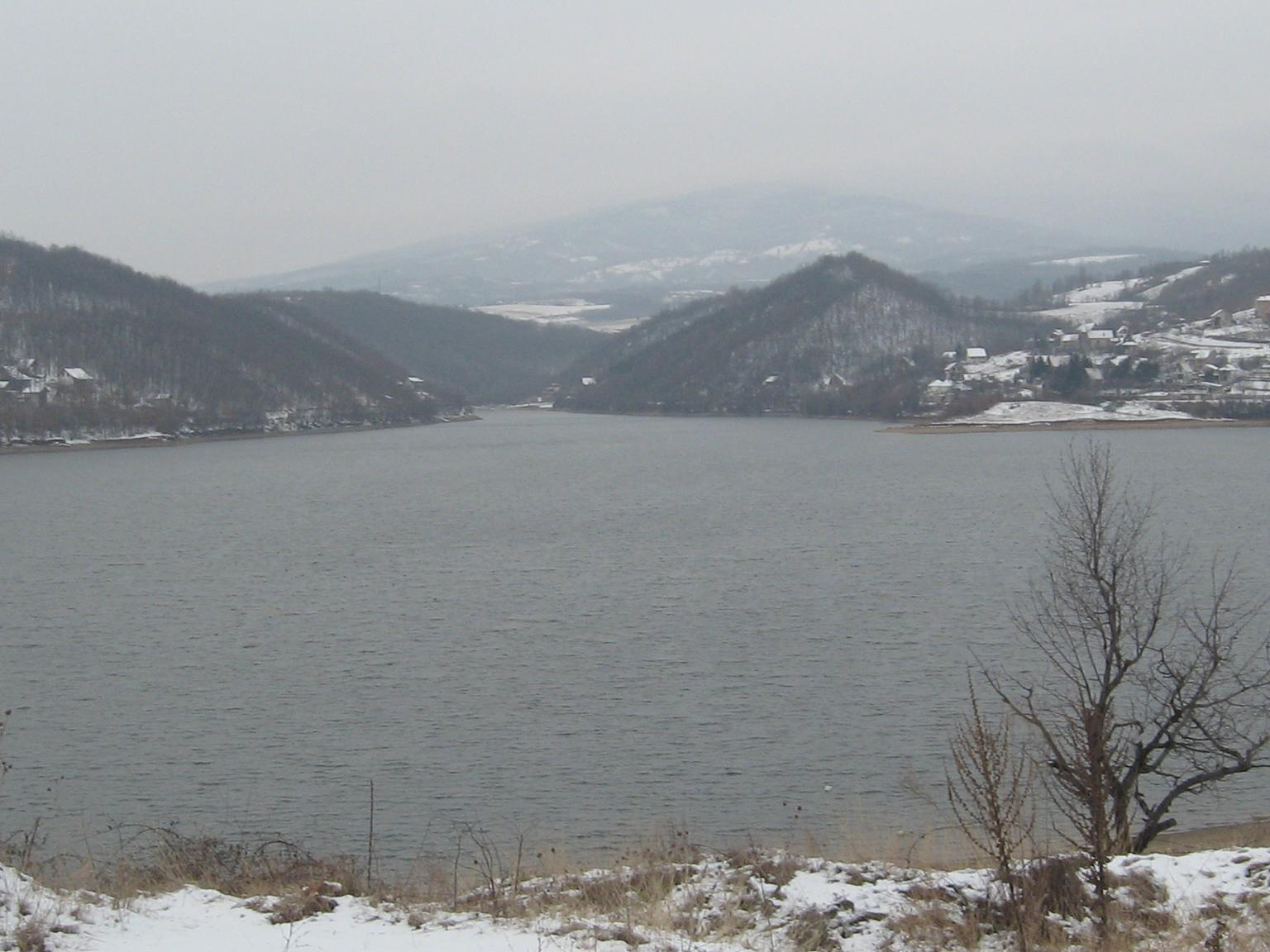
Bovansko Jezero im Winter
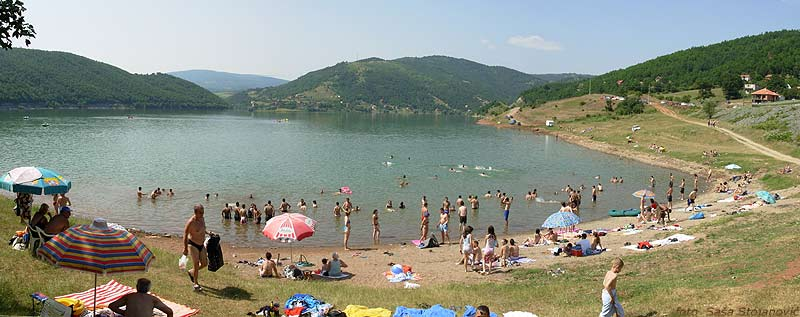
Strand und See im Sommer
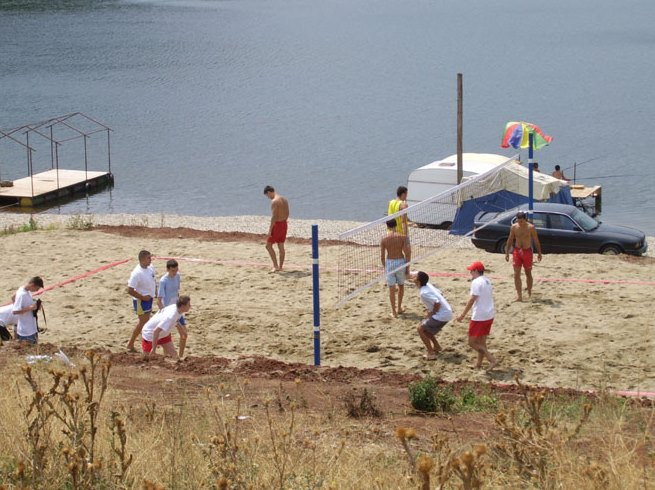
Volleyball am Strand